# Marco Polo (producent muzyczny)
Marco Polo właściwie Marco Bruno (ur. 26 grudnia 1979 w Toronto) – kanadyjski producent muzyczny, zamieszkujący obecnie Nowy Jork. Marco Polo współpracował z wieloma raperami i grupami ze Stanów Zjednoczonych m.in. KRS-One, Masta Ace, Organized Konfusion, The Doppelgangaz, Talib Kweli. W 2014 roku ukazał się wspólny album Marco Polo i polskiego rapera O.S.T.R.-a zatytułowany Kartagina.

## Wybrana dyskografia
Albumy
| Canned Goods                         | - Data: 8 marca 2005 - Wydawca: Pocketslinted             | —  | —  | — |                 |                    |
| Port Authority                       | - Data: 15 maja 2007 - Wydawca: Red Urban                 | —  | —  | — |                 |                    |
| Newport Authority (oraz Mick Boogie) | - Data: 31 marca 2007 - Wydawca: wydanie własne           | —  | —  | — |                 |                    |
| Double Barrel (oraz Torae)           | - Data: 2 czerwca 2009 - Wydawca: Duck Down Entaprizez    | —  | 23 | — | - USA: 1 tys.+  |                    |
| The eXXecution (oraz Ruste Juxx)     | - Data: 23 marca 2010 - Wydawca: Duck Down Music          | 67 | 42 | — | - USA: 1 tys.+  |                    |
| Newport Authority 2                  | - Data: 3 maja 2013 - Wydawca: Fat Beats/Spaghetti Bender | —  | —  | — |                 |                    |
| Seize The Day (oraz Hannibal Stax)   | - Data: 7 maja 2013 - Wydawca: Fat Beats                  | —  | —  | — |                 |                    |
| PA 2: The Director's Cut             | - Data: 12 listopada 2013 - Wydawca: Soulspazm            | —  | —  | — |                 |                    |
| Kartagina (oraz O.S.T.R.)            | - Data: 4 marca 2014 - Wydawca: Asfalt Records            | —  | —  | 1 | - POL: 15 tys.+ | - POL: złota płyta |
| "—" album nie był notowany.          |                                                           |    |    |   |                 |                    |

Inne
| Album                                                      | Rok  | Uwagi                                                              | Źródło |
| ---------------------------------------------------------- | ---- | ------------------------------------------------------------------ | ------ |
| Masta Ace – A Long Hot Summer                              | 2004 | produkcja utworu "Do It Man"                                       | [ 15 ] |
| Rasco – The Dick Swanson Theory                            | 2005 | produkcja utworów "What Happened To The Game" i "Situations"       | [ 16 ] |
| Sadat X – Black October                                    | 2006 | produkcja utworu "If You"                                          | [ 17 ] |
| Boot Camp Clik – The Last Stand                            | 2006 | produkcja utworów "Yeah", "Hate All You Want" i "He Gave His Life" | [ 18 ] |
| Special Teamz – Stereotypez                                | 2007 | produkcja utworu "One Call"                                        | [ 19 ] |
| Heltah Skeltah – D.I.R.T. (Da Incredible Rap Team)         | 2008 | produkcja utworu "Insane"                                          | [ 20 ] |
| Pumpkinhead – Picture That (The Negative)                  | 2008 | produkcja utworu "Relax Remix"                                     | [ 21 ] |
| KRS-One & Buckshot – Survival Skills                       | 2009 | produkcja utworu "Oh Really"                                       | [ 22 ] |
| Bekay – Hunger Pains                                       | 2009 | produkcja utworu "Pipe Dreams"                                     | [ 23 ] |
| Kam Moye – Splitting Image                                 | 2009 | produkcja utworu "Forever Fresh"                                   | [ 24 ] |
| Cold Heat – Life Behind Bars                               | 2010 | produkcja utworu "Listen Up"                                       | [ 25 ] |
| Torae – For The Record                                     | 2011 | produkcja utworu "You Ready"                                       | [ 26 ] |
| Talib Kweli – Gutter Rainbows                              | 2011 | produkcja utworu "Palookas"                                        | [ 27 ] |
| Vinnie Paz – God Of The Serengeti                          | 2012 | produkcja utworu "Crime Library"                                   | [ 28 ] |
| Large Professor – Professor @ Large                        | 2012 | produkcja utworu "Professor @ Large"                               | [ 29 ] |
| The Demigodz – KILLmatic                                   | 2013 | produkcja utworu "Audi 5000"                                       | [ 30 ] |
| Ed O.G – After All These Years                             | 2014 | produkcja utworu "Neva Die (Boom Bap)"                             | [ 31 ] |
| Pharoahe Monch – P.T.S.D. (Post Traumatic Stress Disorder) | 2014 | produkcja utworów "Time2", "Rapid Eye Movement" i "The Jungle"     | [ 32 ] |

## Teledyski
| Tytuł                                                         | Rok  | Reżyseria                                 | Album     | Źródło |
| ------------------------------------------------------------- | ---- | ----------------------------------------- | --------- | ------ |
| "Side Effects" (oraz O.S.T.R.; gościnnie: Cadillac Dale)      | 2013 | Andrzej Rajkowski                         | Kartagina | [ 33 ] |
| "Miejmy to za sobą" (oraz O.S.T.R.)                           | 2014 | Andrzej Rajkowski                         | Kartagina | [ 34 ] |
| "Hołd bloków absolwentom" (oraz O.S.T.R.; gościnnie: DJ Haem) | 2014 | Jasiek Gajdowicz                          | Kartagina | [ 35 ] |
| "Nie słuchać przed trzydziestką" (oraz O.S.T.R.)              | 2014 | Piotr Jończyk, Witold Ancerowicz          | Kartagina | [ 36 ] |
| "Kartagina" (oraz O.S.T.R.; gościnnie: DJ Haem)               | 2014 | Marcin Roszczyniała, Sebastian Kwidziński | Kartagina | [ 37 ] |
| "What Is The Question" (oraz O.S.T.R.)                        | 2014 | Damian Michalak                           | Kartagina | [ 38 ] |
| "Przyjaciel diabła" (oraz O.S.T.R.)                           | 2014 | —                                         | Kartagina | [ 39 ] |
| "Powstrzymać cię" (oraz O.S.T.R.; gościnnie: Swanski)         | 2014 | Błażej Górnicki                           | Kartagina | [ 40 ] |

## Nagrody i wyróżnienia
| Rok  | Kategoria          | Tytułem   | Nagroda        | Nota | Źródło |
| ---- | ------------------ | --------- | -------------- | ---- | ------ |
| 2015 | Album roku hip-hop | Kartagina | Fryderyki 2015 | Laur | [ 41 ] |